# Austroepigomphus turneri
Austroepigomphus turneri – gatunek ważki z rodziny gadziogłówkowatych (Gomphidae).